# Luff-Nunatak
Der Luff-Nunatak ist ein schmaler und 5 km langer Nunatak im ostantarktischen Mac-Robertson-Land. In den Manning-Nunatakkern an der Ostflanke des Amery-Schelfeises ragt er westlich des Foster-Nunataks auf.
Luftaufnahmen dieses und der benachbarten Nunatakker entstanden bei der US-amerikanischen Operation Highjump (1946–1947) und 1957 im Rahmen der Australian National Antarctic Research Expeditions (ANARE). Teilnehmer einer sowjetischen Antarktisexpedition besuchten sie im Jahr 1965. Gleiches gilt für eine ANARE-Mannschaft im Jahr 1969, deren eigentliches Zielgebiet die Prince Charles Mountains waren. Das Antarctic Names Committee of Australia benannte den hier beschriebenen Nunatak nach Trevor S. Luff, leitender Dieselaggregatmechaniker auf der Mawson-Station im Jahr 1970, der im Januar desselben Jahres an einer glaziologischen Erkundung des Amery-Schelfeises teilgenommen hatte.